# Andrea R Canaan
Andrea R Canaan (nascuda 1950 a Nova Orleans, Louisiana) és una escriptora, conferenciant, poeta i activista feminista negre estatunidenca.

## Infància, joventut i educació
Canaan va néixer a Nova Orleans, Luisiana el 1950. Va créixer comunitat espiritual i activista. Als dotze anys, Canaan fou violada per un ministre metodista. Canaan també tenia que la seva mare coneixia aquest abús però que no havia fet res per ajudar-la. Canaan va referenciar aquest abús en la seva obra, que parla sobre abusos dels religiosos..
Canaan va estudiar un màster en treball social a la Universitat de Tulane i un màster en belles arts especialitat en assaig a la Universitat de San Francisco.
El 2018 va estudiar un segon màster en arts en literatura de ficció al Goddard College de Vermont.
A la dècada del 1980 Canaan va treballar com a directora de l'entitat dones i treball que ajudava a les dones que tenien feines no tradicionals.

## Obra
La passió creativa de Canaan se centra en el coratge de les dones negres. Les seves obres exploren temes de feminitat negra, abús sexual, identitat de gènere i amistat entre les dones negres.

## Obres
- This Bridge Called My Back[7]
- The Salt Box House on Bayou Black (TBA)

### Capítols de llibres
- Canaan, Andrea. The Black women's health book.  Seattle: Seal Press, 1994, p. 78–81. ISBN 9781878067401. «I call up names: facing childhood sexual abuse»
- Canaan, Andrea. Politics of the heart: a lesbian parenting anthology.  Ithaca, N.Y.: Firebrand Books, 1987, p. 279–285. ISBN 9780932379351. «God bless the child»